# Mercedes Cup 2002
Il Mercedes Cup 2002 è stato un torneo di tennis giocato sulla terra rossa. È stata la 25ª edizione del Mercedes Cup, che fa parte della categoria International Series nell'ambito dell'ATP Tour 2002. Si è giocato a Stoccarda in Germania, dal 15 al 21 luglio 2002.

## Campioni

### Singolare
Michail Južnyj ha battuto in finale  Guillermo Cañas con il punteggio di 6–3, 3–6, 3–6, 6–4, 6–4

### Doppio
Joshua Eagle /  David Rikl hanno battuto in finale  David Adams /  Gastón Etlis con il punteggio di 6–3, 6–4